# Gustav Friedrich Hänel
Gustav Friedrich Hänel, född 5 oktober 1792 i Leipzig, död där 18 oktober 1878, var en tysk jurist. Han var farbror till Albert Hänel.
Hänel blev 1821 extra ordinarie och 1838 ordinarie professor vid Leipzigs universitet. Han vann stort rykte som grundlig kännare av romersk rätt. Berömda är hans kritiska lageditioner: Codex theodosianus (1837-42), Novellæ constitutiones imperatorum Theodosii II, Valentiniani III, Maximi, Majoriani, Severi, Anthemii (1844), Lex romana Visigothorum (1849), Corpus legum ab imperatoribus romanis ante Justinianum latarum (1857–1860) samt Juliani epitome latina novellarum Justiniani (1873).